# C.C.メルセデス
クリストファー・クリソストモ・メルセデス（Cristopher Crisostomo Mercedes、1994年3月8日 - ）は、ドミニカ共和国ラ・ロマーナ出身のプロ野球選手（投手）。左投両打。KBOのキウム・ヒーローズ所属。

## 経歴

### プロ入りとレイズ傘下時代
2011年7月6日に国際FAでタンパベイ・レイズとマイナー契約を締結した。
2012年はルーキー級のドミニカン・サマーリーグ・レイズでプレー。14試合の先発登板で51回2/3を投げ、1勝3敗・防御率3.66を記録した。
2013年はルーキー級のドミニカン・サマーリーグ・レイズとガルフ・コースト・リーグ・レイズでプレー。2球団合計で14試合（8先発）に登板し、56回1/3を投げて2勝5敗・防御率3.83を記録した。
2014年はルーキー級のガルフ・コースト・リーグ・レイズでプレー。7試合の登板で16回2/3を投げ、1勝2敗・防御率3.24を記録した。
2015年はA-級のハドソンバレー・レネゲーズでプレー。18試合の登板で41イニングを投げ、2勝0敗・防御率2.85を記録した。

### レイズ傘下退団後
2016年は母国ドミニカ共和国でカープアカデミーの一員として、広島東洋カープのユニフォームを着てプレー。ただ、契約更新はされず、所属先未定の20選手を対象にサントドミンゴで実施された読売ジャイアンツのトライアウトに参加し、合格した。

### 巨人時代

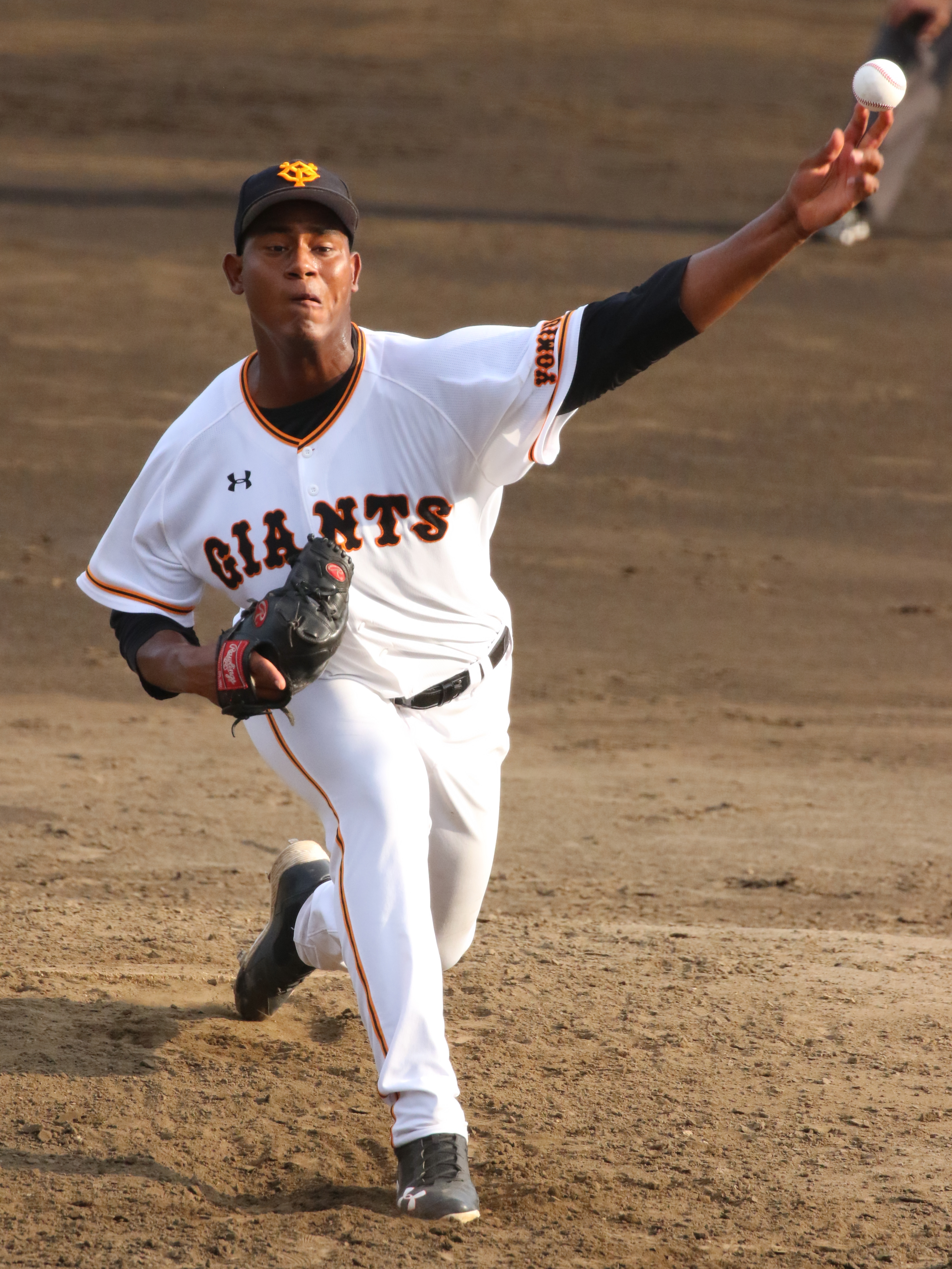
読売ジャイアンツ時代
（2017年7月22日）

2017年1月5日に巨人と育成選手契約を締結し、同31日にNPBから公示された。背番号は026。この年はイースタン・リーグで18試合（9先発）に登板し、65回2/3を投げて2勝3敗・防御率3.29を記録した。
2018年は7月7日終了時点でイースタン・リーグで6試合（3先発）の登板で0勝0敗ながら防御率2.05を記録。6月27日の先発登板で7回2失点、7月4日の先発登板では8回無失点と好投しており、7月8日に支配下選手登録された。契約金550万円、年俸550万円（いずれも金額は推定）、背番号は95へ変更となった。同10日の東京ヤクルトスワローズ戦でNPB初登板初先発となり、5回5安打無四死球2奪三振無失点という内容でNPB初勝利を挙げた。その後も7回無失点（勝利投手）→8回無失点と好投を続け、8月2日の横浜DeNAベイスターズ戦の6回裏に桑原将志の2点本塁打でデビューからの連続イニング無失点が25イニングで止まったものの、9回3安打1四球4奪三振2失点という内容でNPB初完投、デビューから3連勝を記録。その後は2試合連続で5失点を喫して敗戦投手となったものの、8月24日の阪神タイガース戦では1点リードの4回裏、二死一塁からNPB初安打初打点となる適時二塁打を放ち、投げては9回2安打2四球7奪三振無失点の内容でシーズン4勝目をNPB初完封で飾った。その後も先発ローテーションの一角を担い、この年は13試合の先発登板で5勝4敗・防御率2.05を記録。ポストシーズンでは、広島東洋カープとのCSファイナルステージ第1戦に先発したが、4回途中4失点で敗戦投手となった。オフに推定年俸860万円で巨人との契約を更新した。
2019年は開幕ローテーション入りを果たし、開幕5試合目の阪神戦でシーズン初登板初先発となり、8回3失点で勝利投手。続く4月10日の中日ドラゴンズ戦では7回3失点ながら敗戦投手となり、外国人枠の兼ね合いで翌11日に出場選手登録を抹消された。中10日で先発した4月21日の阪神戦で7回無失点と好投し、勝利投手となって以降は先発ローテーションに定着。登板機会の都合で出場選手登録を抹消されたこともありながら、前半戦終了時点では14試合に先発登板し、6勝4敗・防御率3.39を記録していたものの、後半戦初登板となった7月17日のヤクルト戦では5回途中3失点で敗戦投手となり、同19日に出場選手登録を抹消された。8月1日の広島戦から再び先発ローテーションに加わったが、9月3日の中日戦では3回途中2失点で敗戦投手となり、翌4日に登録抹消。7連戦中の9月19日の中日戦で約2週間ぶりの一軍先発登板となり、勝敗こそ付かなかったものの、6回1失点と好投した。同21日にチームが5年ぶりのリーグ優勝を決めたことで、翌22日に出場選手登録を抹消され、この年は22試合の先発登板で8勝8敗・防御率3.52を記録し、リーグ優勝に貢献。また、無走者時の投球間隔がリーグ最短の9.2秒であったことから、スピードアップ賞を受賞した。ポストシーズンでは、阪神とのCSファイナルステージ第2戦に先発し、7回無失点の好投で勝利投手となった。福岡ソフトバンクホークスとの日本シリーズ第2戦にも先発し、5回裏二死まで完全投球を続けるなど、6回1安打無失点と好投。ただ、打線の援護がなく、その後チームは敗れた。オフに推定年俸1100万円で巨人との契約を更新した。
2020年は春季キャンプで左肘の違和感を訴え、2月8日からリハビリ組に合流。3月17日に実戦復帰を果たしたものの、新型コロナウイルスの影響で120試合制の短縮シーズンとなり、開幕も6月19日に延期となった。2年連続で開幕ローテーションに入り、開幕5試合目の広島戦でシーズン初登板初先発となったが、3回4失点で敗戦投手。その後は試合を作りながらも白星に恵まれなかったが、4度目の先発登板となった7月16日の広島戦でも6回2失点と試合を作り、シーズン初勝利を挙げた。開幕から8先発で2勝4敗・防御率3.83と先発ローテーションを守っていたものの、8月19日の阪神戦では登板前から左肘に違和感を感じており、志願してマウンドに上がるも原辰徳監督は2回34球でメルセデスの交代を決断。翌20日に出場選手登録を抹消された。9月7日の阪神戦で一軍復帰登板となり、6回無失点の好投で勝利投手。続く同13日のヤクルト戦でも5回1/3を1失点に抑え、勝利投手となったが、9月20日のDeNA戦では左肘の違和感により、先発予定を回避し、翌21日に出場選手登録を抹消され、その後の実戦登板はなく、10月下旬に左肘のクリーニング手術を受けた。残りのシーズンはリハビリに費やし、この年は11試合の先発登板で4勝4敗・防御率3.10を記録。オフに推定年俸4000万円で巨人との契約を更新した。
2021年は新型コロナウイルス感染拡大による入国制限により、来日が3月29日と遅れ、自主隔離期間を経て、4月26日の三軍戦で実戦復帰。6月4日の北海道日本ハムファイターズ戦で263日ぶりの一軍先発登板を果たすと、6回表二死一塁から83球目を投じた後に左もも裏を攣って降板となったものの、5回2/3を無失点に抑えてシーズン初勝利を挙げた。同25日のヤクルト戦で7回1失点と好投し、シーズン3勝目を挙げて以降は東京オリンピック（詳細後述）による中断期間を挟んで自身5連勝を記録。ただ、9月11日の中日戦では3回5失点でシーズン2敗目を喫すると、この試合を含めて3試合連続で5回持たずに降板。その後は好投した試合もあったが、打線の援護がなく、自身4連敗でシーズンを終えた。この年は17試合の先発登板で7勝5敗・防御率3.77を記録。オフに推定年俸4950万円で巨人との契約を更新した。
2022年は2年ぶりに開幕ローテーション入りを果たし、開幕5試合目のヤクルト戦でシーズン初登板初先発となり、6回途中無失点で勝利投手となった。その後も白星を重ね、開幕4連勝を記録。5月5日の広島戦で6回2失点ながらもシーズン初黒星を喫し、日程の都合で翌6日に出場選手登録を抹消された。中11日で5月17日の広島戦に先発して以降も、中10日での先発起用による登録抹消が2度あったが、開幕から11先発で5勝2敗・防御率2.65を記録。ただ、6月26日に発熱があり、PCR検査は陰性であったものの、翌27日に特例2022で出場選手登録を抹消された。7月6日のヤクルト戦で一軍復帰を果たしたが、同13日の阪神戦では6失点（自責点3）で来日後自己最短となる1回1/3で降板。その後も白星から遠ざかり、8月19日に出場選手登録を抹消された。9月は3試合に先発登板したが、白星は挙げられずに自身6連敗でシーズンを終え、この年は20試合の先発登板で5勝7敗・防御率3.18という成績であった。オフに巨人との契約は更新されず、12月2日に自由契約公示された。

### ロッテ時代
2022年12月14日に千葉ロッテマリーンズが獲得を発表した。推定年俸は8000万円。
2023年1月25日には背番号が42に決定。レギュラーシーズンでは、開幕ローテーション入りを果たし、開幕5試合目の日本ハム戦で移籍後初登板初先発となり、6回無失点と好投したものの、打線の援護がなく、勝敗は付かなかった。開幕から5試合の先発登板で防御率2.17と安定感を見せながら、援護率0.90と打線の援護に恵まれず、開幕3連敗を記録したものの、6度目の先発登板となった5月14日の日本ハム戦では6回2失点（自責点0）の好投で移籍後初勝利。一軍では自身344日ぶりの白星となった。続く同23日の埼玉西武ライオンズ戦の先発予定試合が雨天中止となったことで、翌24日の同カードでリリーフ起用となり、7回表から2番手として登板。3イニングを無失点に抑え、NPB初セーブを記録した。その後は再び先発ローテーションを回り、球宴前最後の試合となった7月17日の東北楽天ゴールデンイーグルス戦では、前回登板から中5日でリリーフ起用となり、1回無失点。前半戦終了時点では14試合（12先発）の登板で3勝5敗1セーブ・防御率3.18という成績であった。後半戦は登板間隔が空くことによる登録抹消が2度ありながらも、先発ローテーションの一角を担い、この年は22試合（20先発）の登板で4勝8敗・防御率3.33を記録。ポストシーズンでは、オリックス・バファローズとのCSファイナルステージ第2戦に先発し、5回3失点で勝敗は付かなかった。オフに推定年俸8000万円でロッテとの契約を更新した。
2024年も開幕ローテーション入り。開幕5試合目のソフトバンク戦でシーズン初登板初先発となり、6回0/3を1失点と好投したものの、勝敗は付かなかった。その後も好投を続けたが、リリーフ陣や打線と噛み合わず、開幕から7試合の先発登板で防御率1.80ながら0勝1敗。8度目の先発登板となった5月25日のソフトバンク戦でも8回無失点と好投し、ようやくシーズン初勝利を挙げた。6月23日のソフトバンク戦で7回5失点を喫して以降は苦しい投球が続いたが、前半戦終了時点では15試合に先発登板し、2勝5敗・防御率2.52を記録。監督推薦でオールスターに初選出されており、球宴第1戦に3番手として登板し、2回無失点に抑えた。球宴前の7月17日に出場選手登録を抹消されており、同31日の西武戦（球宴から中7日）で後半戦初先発となり、7回2失点の好投でシーズン3勝目を挙げた。ただ、8月は月間4先発で1勝3敗・防御率3.80、21回1/3を投げて11四球と制球に苦しみ、9月1日に登録抹消。同13日の西武戦で先発機会を得たが、5回5安打1四球2失点（自責点1）で勝敗は付かず、その後はポストシーズンも含め、登板機会がないままシーズンを終えた。この年は21試合の先発登板で4勝8敗・防御率2.71を記録し、無走者時の投球間隔がリーグ最短の9.5秒であったことから、自身2度目となるスピードアップ賞を受賞。オフにロッテとの契約は更新されず、12月2日に自由契約公示された。

### 統一時代
2025年1月7日、台湾プロ野球の統一ライオンズと契約した。
7月26日、統一を退団することが発表された。

### キウム時代
2025年7月30日、韓国プロ野球のキウム・ヒーローズと契約した。

## 代表経歴

### 東京オリンピック
2021年7月8日に東京オリンピックのドミニカ共和国代表に選出された。代表のエースとして出場し、3試合（2先発）の登板で計14イニングを投げて防御率3.21を記録した。特に乱打戦となった韓国との3位決定戦では5番手として登板し、3回1/3を無失点に抑えて勝利投手。野球競技ではドミニカ共和国史上初メダルとなる銅メダル獲得に大きく貢献した。

## 選手としての特徴
球速は平均140km/h前半ながら、ナチュラルに右打者の内角へ食い込む”真っスラ”とも称されるストレートが武器。最速は152km/hを計測している。変化球はスライダー、チェンジアップ、カーブ、ツーシームを投じる。
巨人時代の5年間通算では奪三振率6.46だが、与四球率は5シーズン全てで2点台以下。投球割合はストレートが約6割、変化の大きいスライダーが約2割を占め、相手打者の左右を問わず、この2球種のコンビネーションで打たせて取る投球スタイルである。
投球テンポが速く、2019年シーズンでは無走者時の平均投球間隔が両リーグ最短の9.2秒でスピードアップ賞を受賞している。ただ、打たれたときもテンポが速く、単調になって打たれだすと止まらない側面もある。

## 人物
2016年にはカープアカデミーで1年間プレーしたが、契約更新はされなかった。本人は「理由はあまり分からないんだ」と話したが、野球で大成するという夢を諦めず、同年に行われた読売ジャイアンツのトライアウトに合格した。
高級車を連想させる「メルセデス」は母国ではよくある名前で、車は寮生活のため持っていないが、「いつかベンツに乗れるように頑張ります」と答えている。また、シーズンのチーム成績が3位以上の場合、チームで最も活躍した選手にメルセデス・ベンツが贈られる「ヤナセ・ジャイアンツMVP賞」があり、「受賞できれば光栄」と語っている。
妻と2017年6月に誕生した長男を故郷に残しているため、妻とのテレビ電話が日課となっている。支配下登録を告げた際には、嬉しさから号泣されたという。
寮や球場での食事で毎回のように食べるのが「バナナ丼」で、白米の上に皮をむいて切ったバナナを何本ものせ、何もかけずにそのまま食べている。
憧れの選手はランディ・ジョンソン。
漫画「るろうに剣心 -明治剣客浪漫譚-」のファンである。

## 詳細情報

### 年度別投手成績
| 年 度     | 球 団     | 登 板 | 先 発 | 完 投 | 完 封 | 無 四 球 | 勝 利 | 敗 戦 | セ 丨 ブ | ホ 丨 ル ド | 勝 率 | 打 者 | 投 球 回 | 被 安 打 | 被 本 塁 打 | 与 四 球 | 敬 遠 | 与 死 球 | 奪 三 振 | 暴 投 | ボ 丨 ク | 失 点 | 自 責 点 | 防 御 率 | W H I P |
| --------- | --------- | ----- | ----- | ----- | ----- | -------- | ----- | ----- | -------- | ----------- | ----- | ----- | -------- | -------- | ----------- | -------- | ----- | -------- | -------- | ----- | -------- | ----- | -------- | -------- | ------- |
| 2018      | 巨人      | 13    | 13    | 2     | 1     | 0        | 5     | 4     | 0        | 0           | .556  | 357   | 92.0     | 69       | 4           | 16       | 0     | 3        | 53       | 1     | 0        | 28    | 21       | 2.05     | 0.92    |
| 2019      | 巨人      | 22    | 22    | 0     | 0     | 0        | 8     | 8     | 0        | 0           | .500  | 512   | 120.1    | 137      | 12          | 28       | 1     | 5        | 89       | 2     | 0        | 49    | 47       | 3.52     | 1.38    |
| 2020      | 巨人      | 11    | 11    | 0     | 0     | 0        | 4     | 4     | 0        | 0           | .500  | 243   | 58.0     | 53       | 5           | 19       | 2     | 2        | 45       | 0     | 1        | 20    | 20       | 3.10     | 1.24    |
| 2021      | 巨人      | 17    | 17    | 0     | 0     | 0        | 7     | 5     | 0        | 0           | .583  | 369   | 86.0     | 96       | 5           | 22       | 1     | 5        | 74       | 0     | 1        | 36    | 36       | 3.77     | 1.37    |
| 2022      | 巨人      | 20    | 20    | 0     | 0     | 0        | 5     | 7     | 0        | 0           | .417  | 458   | 110.1    | 107      | 7           | 31       | 1     | 3        | 74       | 1     | 0        | 44    | 39       | 3.18     | 1.25    |
| 2023      | ロッテ    | 22    | 20    | 0     | 0     | 0        | 4     | 8     | 1        | 0           | .333  | 483   | 116.1    | 111      | 8           | 36       | 0     | 2        | 58       | 3     | 0        | 46    | 43       | 3.33     | 1.26    |
| 2024      | ロッテ    | 21    | 21    | 0     | 0     | 0        | 4     | 8     | 0        | 0           | .333  | 502   | 126.1    | 97       | 12          | 34       | 0     | 2        | 91       | 0     | 0        | 45    | 38       | 2.71     | 1.04    |
| 通算：7年 | 通算：7年 | 126   | 124   | 2     | 1     | 0        | 37    | 44    | 1        | 0           | .457  | 2924  | 709.1    | 670      | 53          | 186      | 5     | 22       | 484      | 7     | 2        | 268   | 241      | 3.06     | 1.21    |

- 2024年度シーズン終了時

### 年度別守備成績
| 年 度 | 球 団  | 投手  | 投手  | 投手  | 投手  | 投手  | 投手     |
| 年 度 | 球 団  | 試 合 | 刺 殺 | 補 殺 | 失 策 | 併 殺 | 守 備 率 |
| ----- | ------ | ----- | ----- | ----- | ----- | ----- | -------- |
| 2018  | 巨人   | 13    | 2     | 21    | 0     | 1     | 1.000    |
| 2019  | 巨人   | 22    | 6     | 29    | 0     | 2     | 1.000    |
| 2020  | 巨人   | 11    | 0     | 15    | 0     | 1     | 1.000    |
| 2021  | 巨人   | 17    | 5     | 9     | 1     | 0     | .933     |
| 2022  | 巨人   | 20    | 11    | 20    | 0     | 1     | 1.000    |
| 2023  | ロッテ | 22    | 5     | 28    | 1     | 1     | .971     |
| 2024  | ロッテ | 21    | 7     | 25    | 2     | 2     | .941     |
| 通算  | 通算   | 126   | 36    | 147   | 4     | 8     | .979     |

- 2024年度シーズン終了時

### 表彰
- スピードアップ賞：2回（投手部門：2019年、2024年）

### 記録
初記録
投手記録
- 初登板・初先発・初勝利：2018年7月10日、対東京ヤクルトスワローズ13回戦（明治神宮野球場）、5回無失点[13]
- 初奪三振：同上、3回裏にデービッド・ブキャナンから見逃し三振
- 初完投勝利：2018年8月2日、対横浜DeNAベイスターズ17回戦（横浜スタジアム）、9回2失点[18]
- 初完封勝利：2018年8月24日、対阪神タイガース19回戦（東京ドーム）、9回2被安打2四球[23]
- 初セーブ：2023年5月24日、対埼玉西武ライオンズ9回戦（ZOZOマリンスタジアム）、7回表に2番手で救援登板・完了、3回無失点[166]

打撃記録
- 初打席：2018年7月10日、対東京ヤクルトスワローズ13回戦（明治神宮野球場）、3回表にデービッド・ブキャナンから空振り三振
- 初安打・初打点：2018年8月24日、対阪神タイガース19回戦（東京ドーム）、4回裏に秋山拓巳から中越適時二塁打[22]

その他の記録
- オールスターゲーム出場：1回（2024年）

### 背番号
- 026（2017年 - 2018年7月8日）
- 95（2018年7月8日 - 同年終了）
- 42（2019年 - ）

### 登場曲
- 「No es por mi fuerza」Melvin Free（2018年 - 2019年6月、2020年7月 - ）
- 「Wow」Madiel Lara x Natan x Philip（2019年 - 2020年6月）

### 代表歴
- 2020年オリンピック野球ドミニカ共和国代表